# Тристан, Луис
Луис Тристан де Эскамилья, также известный как Луис де Эскамилья или Луис Родригес Тристан (исп. Luis Tristán; 1586, Толедо — 7 декабря 1624, там же) — испанский живописец периода маньеризма. Художник «Золотого века» испанской живописи, один из основоположников реалистического стиля в Испании. Представитель толедского тенебризма.

## Биография
Родился в семье художников. Его отец умер, когда он был молод, и несколько лет спустя его мать, Ана де Эскамильа, арендовала гостиницу в Толедо. У него было несколько братьев, один из которых, Бальтасар, был доминиканским монахом, а другой, называвший себя «де Ачеведо» (de Acevedo) был живописцем пейзажей.
В 1603 году поступил в мастерскую Эль Греко и оставался там до 1606 года. Первоначально подражал стилю своего учителя до такой степени, что многие его работы были приписаны ему, и наоборот.
Первые упоминания о нём как о самостоятельном художнике появляются в 1606 году. Вероятно, в 1606—1613 годах Тристан де Эскамилья оставался в Италии, где дружил с сыном Эль Греко Хорхе Мануэлем Теотокопулосом. Впоследствии до конца своей жизни работал в Толедо. В его работах ощутимо влияние художников караваджистов и общий эстетический подход Контрреформации. После смерть Эль Греко в 1614 году стал ведущим художником города.
Автор нескольких реалистичных портретов, картин на библейские сюжеты. Хотя на его полотнах видны искажения, типичные для этого мастера, он привнёс элементы из повседневной жизни, выполненные в натуралистическом стиле. Его стиль (особенно характерные удлиненные пропорции) во многом обязан его учителю, но Тристан более трезв, отмечая переход от маньеризма к более натуралистическому подходу («Поклонение пастухов», 1620).
Среди известных работ художника — написанные для главного запрестольного образа в церкви Святого Бенедикта Нурсийского в Епес, примерно в 1616 году, которые включают шесть сцен из жизни Иисуса и восемь полуфигур разных святых. Во время гражданской войны в Испании алтарь был в значительной степени разрушен, но пострадавшие полотна отреставрированы в музее Прадо, и все, кроме двух, возвращены церкви в 1942 году.
Среди других работ — «Раздача милостыни», находящаяся в настоящее время в Лувре, и «Хлеб и яйца» в Музее Санта-Крус
в Толедо.
- Портрет Лопе де Вега. 1614. Эрмитаж
- Слёзы Святого Петра. 1612
- Пятидесятница
- Святое семейство. 1613
- Поклонение пастухов. 1620